# Cratere Haidinger
Haidinger è un cratere lunare di 21,33 km situato nella parte sud-occidentale della faccia visibile della Luna.
Il cratere è dedicato al geologo austriaco Wilhelm Karl Ritter von Haidinger.

## Crateri correlati
Alcuni crateri minori situati in prossimità di Haidinger sono convenzionalmente identificati, sulle mappe lunari, attraverso una lettera associata al nome.
| Haidinger | Coordinate            | Diametro (in km) |
| --------- | --------------------- | ---------------- |
| A         | 38°41′24″S 24°40′12″W | 8,55             |
| B         | 39°15′00″S 24°28′48″W | 10,08            |
| C         | 39°06′00″S 22°10′48″W | 18,25            |
| F         | 38°37′48″S 23°09′36″W | 4,6              |
| G         | 39°36′00″S 22°39′36″W | 10,12            |
| J         | 37°59′24″S 24°25′48″W | 14,22            |
| M         | 37°27′36″S 22°04′48″W | 20,96            |
| N         | 39°31′12″S 26°13′48″W | 6,26             |
| P         | 38°34′12″S 25°40′12″W | 4,49             |